# Songs from Black Mountain
| Críticas profissionais | Críticas profissionais |
| Pontuações agregadas   | Pontuações agregadas   |
| Fonte                  | Avaliação              |
| ---------------------- | ---------------------- |
| Metacritic             | 50/100                 |
| Avaliações da crítica  |                        |
| Fonte                  | Avaliação              |
| AllMusic               | [ 2 ]                  |
| Alternative Addiction  | [ 3 ]                  |
| Billboard              | unfavorable            |
| Entertainment Weekly   | B−                     |
| musicOMH               | [ 5 ]                  |
| Paste                  | 1/10                   |
| Rolling Stone          | [ 6 ]                  |
| Slant Magazine         | [ 7 ]                  |

Songs from Black Mountain é o sétimo álbum de estúdio da banda estadunidense Live, e o último gravado pelo vocalista Ed Kowalczyk. Foi lançado na maioria dos países em 10 de abril de 2006, mas foi libertado em 9 de maio no Canadá, 29 de maio no Reino Unido e 6 de junho nos EUA. O primeiro single, "The River", foi lançado em 21 de março de 2006.
Embora o álbum tenha conseguido alcançar algum sucesso internacional, foi o álbum que alcançou o menor número de vendas nos EUA, chegando somente ao número 52 na Billboard 200.

## Faixas
Todas as letras escritas por Ed Kowalczyk. 
| N.º            | Título                                            | Duração |  |
| 1.             | "The River"                                       | 2:58    |  |
| 2.             | "Mystery"                                         | 3:45    |  |
| 3.             | "Get Ready"                                       | 3:32    |  |
| 4.             | "Show"                                            | 3:24    |  |
| 5.             | "Wings"                                           | 3:51    |  |
| 6.             | "Sofia"                                           | 3:54    |  |
| 7.             | "Love Shines (A Song for My Daughters About God)" | 3:21    |  |
| 8.             | "Where Do We Go from Here?"                       | 3:46    |  |
| 9.             | "Home"                                            | 3:23    |  |
| 10.            | "All I Need"                                      | 3:13    |  |
| 11.            | "You Are Not Alone"                               | 3:43    |  |
| 12.            | "Night of Nights"                                 | 3:33    |  |
| Duração total: | Duração total:                                    | 42:23   |  |

## Tabelas musicais

### Álbum
| Parada                          | Melhor posição |
| ------------------------------- | -------------- |
| Australian Albums Chart         | 4              |
| Austrian Albums Chart           | 66             |
| Belgian (Flanders) Albums Chart | 14             |
| Dutch Albums Chart              | 1              |
| German Albums Chart             | 73             |
| New Zealand Albums Chart        | 6              |
| Norwegian Albums Chart          | 4              |
| Swedish Albums Chart            | 14             |
| Swiss Albums Chart              | 73             |
| UK Albums Chart                 | 172            |
| US Billboard 200                | 52             |

### Singles
| "The River" | 33 | 49 | 15 |
| "Mystery"   | —  | —  | —  |
| "Wings"     | —  | —  | —  |